# 286-та дивізія охорони (Третій Рейх)
286-та дивізія охорони (Третій Рейх) (нім. 286. Sicherungs-Division) — піхотна дивізія Вермахту, що виконувала завдання охорони тилу військ Вермахту за часів Другої світової війни.

## Історія
286-та дивізія охорони була створена 15 березня 1941 року у VIII-му військовому окрузі (нім. Wehrkreis VIII) на базі частин 213-ї піхотної дивізії.

## Райони бойових дій
- Німеччина (березень — червень 1941);
- СРСР (центральний напрямок) (червень 1941 — грудень 1944).

## Командування

### Командири
- генерал-лейтенант Курт Мюллер (нім. Kurt Müller) (15 березня 1941 — 15 червня 1942);
- генерал-лейтенант Йоганн-Георг Ріхерт (нім. Johann-Georg Richert) (15 червня 1942 — 1 листопада 1943);
- генерал-лейтенант Ганс Ошманн (нім. Hans Oschmann) (1 листопада 1943 — 5 серпня 1944);
- генерал-лейтенант Фрідріх-Георг Ебергардт (нім. Friedrich-Georg Eberhardt) (5 серпня — 17 грудня 1944).

## Нагороджені дивізії
|  | Кавалери Золотого Німецького Хреста                                                                        | 1 |
|  | Кавалери Почесної відзнаки Сухопутних військ «Почесна застібка на орденську стрічку для Сухопутних військ» | 1 |

## Бойовий склад 286-ї дивізії охорони
- штаб дивізії;
- 354-й посилений піхотний полк (verstärktes Infanterie-Regiment 354);
- 286-й рейтарський ескадрон (Reiterhundertschaft 286);
- II-й дивізіон 213-го артилерійського полку (II./Artillerie-Regiment 213);
- 61-й полк земельних стрільців (Landesschützen-Regimentsstab 61);
- 704-й вартовий батальйон (Wach-Bataillon 704);
- 825-й дивізійний батальйон зв'язку (Divisions-Nachrichten-Abteilung 825);
- 354-й ? (Divisionseinheiten 354).

- штаб дивізії;
- 61-й полк охорони (Sicherungs-Regiment 61);
- 122-й полк охорони (Sicherungs-Regiment 122);
- II-й дивізіон 213-го артилерійського полку (II./Artillerie-Regiment 213);
- III-й батальйон 8-го полку поліції (III./Polizei-Regiment 8)